# 粉紅醬
粉紅醬（英語：Pink Sauce）為一名私人廚師及Tiktok用戶「Chef.Pii」所製作之醬料。

## 簡史
2022年6月11日，Tiktok用戶「Chef.Pii」發布了一支短视频，她把一塊炸雞浸泡在一碗粉紅色的醬料然後食用，這段影片的觀看次數達755,000以上。自此之後，該用戶便不斷上傳有關這款醬料的影片，且熱度不減及受歡迎。2022年6月25日，粉紅醬以每瓶20美元的價格預售100瓶，約三天後隨即售罄，7月1日，粉紅醬正式發售。2022年8月，Dave's Gourmet LLC與Pii合作，預計於秋季開始批量生產粉紅醬。

## 成分
據其網站所指，成分包括：
- 火龍果
- 蜂蜜
- 葵花籽油
- 辣椒
- 大蒜
- 粉紅色的喜馬拉雅海鹽
- 佔2%的檸檬汁、牛奶和檸檬酸[5][6]

## 爭議

### 未獲FDA批准
Pii在一次直播中被問及粉紅醬是否獲得FDA批准時，回答「FDA 批准是什麼意思？」，並多次強調粉紅醬並非醫療藥物，錯誤地指FDA中的「F」代表「Farmaceutical」( 實為「Food」 ) ，有很多網民對此回應並不買賬。實際上，FDA亦同時負責監管國內的食品，其規定要求食品上營養標籤準確反映，但當時推出的粉紅醬的營養標籤上卻錯漏百出，如拼字錯誤、「每瓶含444人份量」，2022年8月2日，FDA開始對醬汁進行審查，Chef Pii要求Dave's Gourmet協助把醬料配方改良至符合食品安全標準，2023年1月，改良版粉紅醬獲得FDA批準，並開始在沃爾瑪發售。

### 品質及食品安全問題
自正式發售後，問題便接踵而至：
- 包裝不當，運貨期間造成損壞，甚至爆炸，送達顧客時已面目全非[12]
- 送達時，因為運輸時間長且含有牛奶成分的醬料儲存在錯誤溫度 ( 正式推出時為夏天 ) ，導致粉紅醬變質並散發腐爛的氣味[13][14]
- 儘管Pii堅稱粉紅醬的顏色沒有改變，但有顧客觀察到顏色有變[5][15]
- 醬汁的標籤表明粉紅醬含有牛奶和醋，包裝上卻從未提及需要冷藏保存，在不冷藏醬料的情況下，會使病原體（如肉毒桿菌）增加[13][16][14]

2022年9月，脫口秀節目「Karamo Show」邀請Pii與Tiktok用戶Allured Beauty作為嘉賓，Allured Beauty曾經購買粉紅醬並對品質不滿，並把粉紅醬送去化驗。在節目中，Pii批評其「試圖摧毀我的生意和生計」，指醬汁本身沒有任何問題，但從未提及發生變質的原因。Pii的言論和態度引起網民不滿，其後本集疑似因過多網友抨擊被下架 ，Pii隨後亦發私訊向 Allured Beauty道歉 
另外，曾有網友假裝自己食用粉紅醬後死亡，然後發布了一段道歉影片，聲稱這是一個「社會實驗」